# Марти Балин
Марти Балин (на английски: Marty Balin) е музикант от Синсинати, САЩ. Основател и вокалист на Jefferson Airplane – новаторска музикална група от Сан Франциско, свиреща психеделичен рок.

## Биография
Роден е под името Мартин Джеръл Букуалд на 30 януари 1942 г. в Синсинати в щата Охайо. През 1962 г. се преименува на Марти Балин и започва да записва музика с Challenge Records, като от този период са синглите Nobody But You и I Specialize in Love. Получава малко внимание и отива да работи при баща си и сключва брак. Няколко години по-късно води квартета The Town Criers, заедно с Лери Варго, Джен Еликсън и Бил Колинс. Вокалист на Jefferson Airplane (Джеферсън Еърплейн) в края на 60-те години, когато групата изживява своя най-голям успех. С нея участва на фестивала Удсток през 1969 и на Алтамонт през същата година.
Балин напуска Джеферсън Еърплейн два пъти. През 1971 г. напуска групата за три години и записва албума Boadcious D.F. (1973). Когато се връща във вече преименувана Jefferson Starship, той допринася песента Caroline за албума Dragon Fly. Марти се присъединява към Джеферсън Старшип за постоянно през 1975. В края на 1978, след няколко големи хита (включително Miracles, With Your Love, Count on Me и Runaway), Балин отново се разделя с групата.
През 1981 г. записва свой собствен албум – Balin, от който песните Hearts и Atlanta Lady достигат до класацията Top 40. През 1986 г. се обединява с Пол Кентнър и Джак Касади и създава групата KBC Band. Опитът за обединяване с първоначалните членове на Jefferson Airplane през 1989 г. се провалят. През 1991 г. Балин се обединява с Кентнър и основават Jefferson Starship The Next Generation.

## Солова дискография
- Bodacious DF (1973)
- Balin (1981) (includes the AM radio single, Hearts)
- Lucky (1983)